# Vârșii Mici
Vârșii Mici – wieś w Rumunii, w okręgu Alba, w gminie Bistra. W 2011 roku liczyła 49 mieszkańców.